# Svetovno prvenstvo v veslanju 2004
Svetovno prvenstvo v veslanju 2004 je bilo 27. svetovno prvenstvo, ki se je odvijalo med 27. julijem in 1. avgustom 2004 na jezeru Banyoles v španski Kataloniji. 
Zaradi olimpijskih iger, ki so bile prav tako leta 2004 na tem svetovnem prvenstvu prvič niso tekmovali v olimpijskih disciplinah, hkrati pa se je odvijalo tudi mladinsko svetovno prvenstvo. 

## Pregled medalj
| Disciplina:               | Zlato: | Čas     | Srebro: | Čas      | Bron: | Čas     |
| Moške discipline          | |         | |          | |         |
| Četverec s krmarjem       | Italija Lorenzo Carboncini (b) Stefano Introzzi (2) Edoardo Verzotti (3) Valerio Massimo (s) Alessandro Speranza (c)                                                                                     | 6:11.53 | Kanada · Rob Weitemeyer (b) · Malcolm Howard (2) · Peter Dembicki (3) · Andrew Ireland (s) · Stephen Cheng (c)                                                                                          | 06:11.55 | ZDA · Andrew Brennan (b) · Paul Daniels (2) · Steve Coppola (3) · Josh Inman (s) · Marcus McElhenney (c)                                                                             | 6:11.97 |
| Dvojec s krmarjem         | Italija Mattia Trombetta (b) Mario Palmisano (s) Luigi Longobardi (c) | 6:54.46 | Poljska Marcin Wika (b) Piotr Basta (s) Rafal Cholewinski (c) | 6:55.63  | Danska Gunnar Levring (b) Morten Nielsen (s) Jacob Neergaard (c) | 6:56.12 |
| Lahki enojec              | Nemčija · Peter Ording | 7:03.04 | Švica Stephan Steiner | 7:18.53  | Ukrajina Oleksandr Serdiuk | 7:05.93 |
| Lahki dvojni četverec     | Italija Franco Sancassani (b) Alessandro Lodigiani (2) Daniele Gilardoni (3) Marcello Miani (s) | 5:58.38 | Kanada · Jeff Bujas (b) · Scott Moore (2) · Matt Jensen (3) · Daniel Parsons (s) | 5:58.57  | Nemčija · Nils Budde (b) · Matthias Schömann-Finck (2) · Nils Ipsen (3) · Jens Wittwer (s)                                                                                           | 6:01.43 |
| Lahki dvojec brez krmarja | Danska Bo Helleberg (b) Mads Kruse Andersen | 6:40.29 | Italija Nicola Moriconi (b) Salvatore Di Somma | 6:40.59  | Kanada · Douglas Vandor (b) · Mike Lewis (s) | 6:44.03 |
| Lahki osmerec             | Francija · Franck Solforosi (b) · Damien Margat (2) · Alexis Saitta (3) · Jeremy Pouge (4) · Franck Bussiere (5) · Vincent Faucheux (6) · Nicolas Planque (7) · Fabien Tilliet (s) · Nicolas Majerus (c) | 5:42.49 | Italija Santino Faggioli (b) Luigi Scala (2) Bruno Pasqualini (3) Giuseppe Del Gaudio (4) Fabrizio Gabriele (5) Stefano De Piccoli (6) Livio La Padula (7) Emanuele Federici (s) Gianluca Barattolo (c) | 5:43.88  | Avstralija · George Roberts (b) · Sam Waley (2) · Ross Brown (3) · Kaspar Hebblewhite (4) · Thomas Gibson (5) · Tom Nicholls (6) · Tim Smith (7) · Samuel Beltz (s) · Marc Douez (c) | 5:46.64 |
| Ženske discipline         | |         | |          | |         |
| Četverec brez krmarke     | Francija · Marjolaine Rossit (b) · Celia Foulon (2) · Audrey Galy (3) · Marie Le Nepvou (s) | 6:36.28 | Rusija · Valerija Starodubrovskaja (b) · Julija Inozemceva (2) · Natalija Melnikova (3) · Vera Počitajeva (s)                                                                                           | 6:38:00  | Belorusija Iryna Bazyleuskaya (b) Natallia Lialina (2) Tamara Samakhvalava (3) Hanna Nakhayeva (s)                                                                                   | 6:38:07 |
| Lahki enojec'             | Nemčija · Nina Gässler | 7:38.51 | Združeno kraljestvo Jo Hammond | 7:40.22  | Finska Minna Nieminen | 7:40.27 |
| Lahki dvojni četverec     | Ljudska republika Kitajska Yanni Wang (b) Yanping Deng (2) Meiyun Tan (3) Weijuan Zhou (s) | 6:36.78 | Kanada · Gen Meredith (b) · Sheryl Preston (2) · Shona Mclaren (3) · Elizabeth Urbach (s) | 6:40.86  | ZDA · Maria Picone (b) · Mary Obidinski (2) · Julie Nichols (3) · Renee Hykel (s) | 6:42.56 |

## Medalje po državah
| Mesto  | Država                     |   |   |   | Skupaj |
| ------ | -------------------------- | - | - | - | ------ |
| 1      | Italija                    | 3 | 2 | 0 | 5      |
| 2      | Nemčija                    | 2 | 0 | 1 | 3      |
| 3      | Francija                   | 2 | 0 | 0 | 2      |
| 4      | Danska                     | 1 | 0 | 1 | 2      |
| 5      | Ljudska republika Kitajska | 1 | 0 | 0 | 1      |
| 6      | Kanada                     | 0 | 3 | 1 | 4      |
| 7      | Združeno kraljestvo        | 0 | 1 | 0 | 1      |
| 7      | Rusija                     | 0 | 1 | 0 | 1      |
| 7      | Švica                      | 0 | 1 | 0 | 1      |
| 7      | Poljska                    | 0 | 1 | 0 | 1      |
| 11     | ZDA                        | 0 | 0 | 2 | 2      |
| 12     | Finska                     | 0 | 0 | 1 | 1      |
| 12     | Belorusija                 | 0 | 0 | 1 | 1      |
| 12     | Ukrajina                   | 0 | 0 | 1 | 1      |
| 12     | Avstralija                 | 0 | 0 | 1 | 1      |
| Skupaj | Skupaj                     | 9 | 9 | 9 | 27     |